# La Ferrière-Bochard
La Ferrière-Bochard is een gemeente in het Franse departement Orne (regio Normandië) en telt 603 inwoners (1999). De plaats maakt deel uit van het arrondissement Alençon.

## Geografie
De oppervlakte van La Ferrière-Bochard bedraagt 10,8 km², de bevolkingsdichtheid is 55,8 inwoners per km².
De onderstaande kaart toont de ligging van La Ferrière-Bochard met de belangrijkste infrastructuur en aangrenzende gemeenten.

## Demografie
Onderstaande figuur toont het verloop van het inwonertal (bron: INSEE-tellingen).